# Königsmarka
Königsmarka, správně Königsmanka, počeštěně Kylismonka, česky Královka, je zaniklá usedlost v Praze 6-Břevnově na území bývalé osady Tejnka, ve které měla č. p. 10. Jméno usedlosti se dosud zachovalo v názvu ulice Pod Královkou, jako Královka je pojmenována rovněž blízká tramvajová zastávka.

## Historie
Pozemky s vinicí, zahradou a budovami vlastnil ve druhé čtvrtině 18. století německý doktor práv a profesor Mikuláš Ignác Königsmann (1688-1752), který vyučoval církevní a kanonické právo na pražské univerzitě. Ten roku 1741 pořídil sochu svatého Jana Nepomuckého a před usedlost ji umístil. 
Po něm vlastnil nemovitost sto let břevnovský klášter, od kterého ji koupil pražský učitel francouzštiny Bedřich (Friedrich) Jäger (1803-po 1874) s manželkou Terezií a dcerami.
V české příručce Smíchovský okres a jeho správa z roku 1879, i v Seznamu míst v Království českém z roku 1907 se nazývá Kylismonka. 
Usedlost zanikla v polovině 20. století.